# 首尔东部看守所
首尔东部看守所（韩语：／）是大韩民国首爾特别市松坡區的一處看守所，由首尔地方矫正厅管辖，原名城东看守所。
首尔东部看守所成立于1977年，由于地处首尔城東區，看守所命名为城东看守所（韩语：／）。2017年，看守所迁入松坡區文井洞新址，紧邻首尔东部地方检察厅与首尔东部地方法院。同年6月，城东看守所更名为首尔东部看守所。
2016年崔順實干政醜聞中被捕的崔順實关押在此。2018年3月23日凌晨，韩国前总统李明博也被移送至首尔东部看守所。

## 知名犯人
- 崔順實
- 金淇春（朝鲜语：김기춘）
- 李明博

## 爆發新型冠狀病毒
2020年11月27日，首爾東部看守所內發現首例確診病例，隨後病毒於看守所內極速擴散，當中於23日的全體檢測中有2名工作人員及286名囚犯確診。截至目前累計確診病例達到1118例。據南韓媒體報導，民願室（接受民眾投訴）已封上了鐵門，有囚犯透過鐵窗向外揮舞黃色毛巾大喊救命。